# Dekanija Šempeter
Dekanija Šempeter je rimskokatoliška dekanija škofije Koper, ki zajema naslednje župnije:
- Župnija Bilje
- Župnija Branik
- Župnija Brje
- Župnija Bukovica
- Župnija Dornberk
- Župnija Miren
- Župnija Opatje selo
- Župnija Prvačina
- Župnija Renče
- Župnija Šempeter
- Župnija Šmarje na Vipavskem
- Župnija Vogrsko
- Župnija Vrtojba